# Шэнь (китайская философия)
Шэнь (кит. упр. 神, пиньинь shén; в японском варианте — shin см. синтоизм) — этот термин в китайском религиозном представлении имеет множество значений: «дух», «душа», «божественные существа», «сверхъестественное», и многие другие.
В китайской философской системе «инь и ян», шэнь относят к яркому и энергичному «ян». Например, если китайские боги относятся к шэнь, то они живут на чудесных небесах и приносят людям добро, удачу и счастье.

## Значение
Этот термин, обозначаемый иероглифом 神, в китайском религиозном представлении имеет значения «дух», «ду́хи», «душа», «божественные существа», и многие другие.

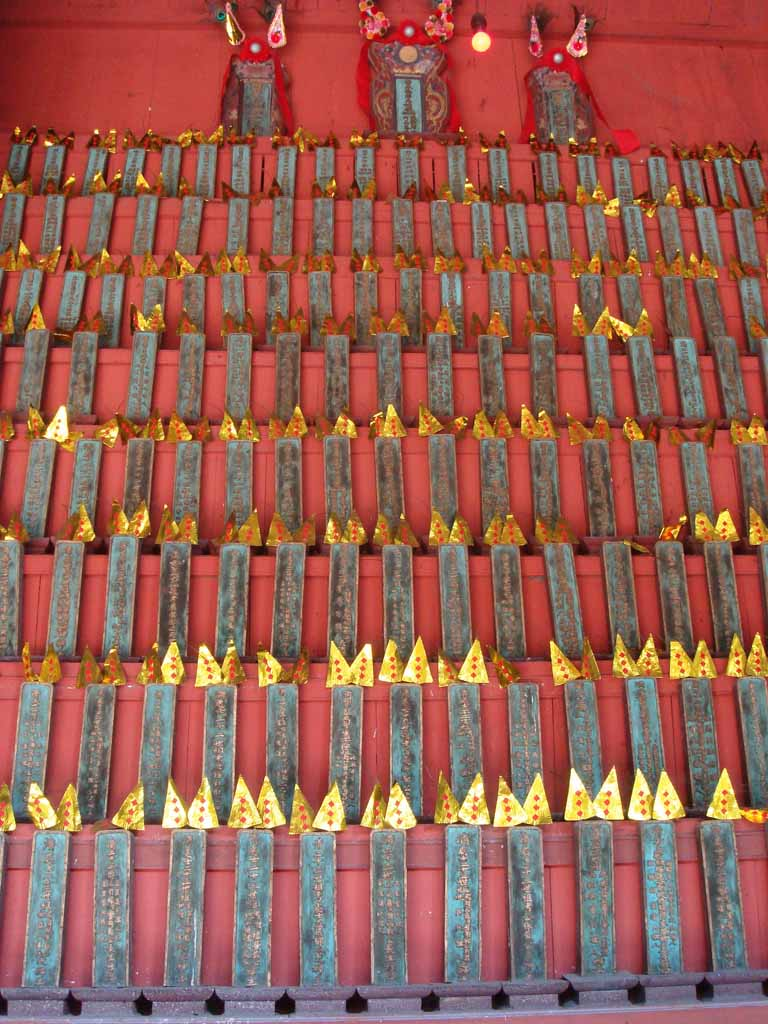
Таблички с именами умерших предков в одном из храмов Гонконга. Согласно китайской традиционной вере, «шэнь» умершего может жить среди табличек предков.

#### В человеке
Одно из значений «шэнь» относится к человеку. В китайской религии душа человека состоит из нескольких духов. Духи шэнь — это составляющие души человека, которые относятся к небесному «ян». Шэнь у людей отвечает за их жизнь. После смерти человека его духи, относящиеся к шэнь, восходят на небеса, где возрождаются в новом существе.
Китайцы верят в то, что дух шэнь живёт среди табличек с именами умерших предков и духовно связан с умершими людьми. В отличие от христианского понятия души, шэнь человека состоит из нескольких духов и поэтому может пребывать в нескольких местах одновременно.
Термин «шэнь» также может употребляться в значениях: одна из энергий в теле человека, духовное начало в человеке, психическое начало в человеке.

#### Боги и духи
Другое значение «шэнь» находят в обозначении ду́хов и богов. Китайские пантеон крайне разнообразен и отличается от богов из других традиционных религий (Подробнее…). Термином «шэнь» обозначаются боги, божественные существа, энергичные духи, относящиеся к «ян» и обычно ассоциирующиеся со светом и добром. Их противоположностью считаются духи «гуй» (鬼), относящиеся к «инь», которые ассоциируются с мраком, холодом, разрушением, могут превращаться в привидения и преследовать людей.

#### Сверхъестественное
«Шэнь» может означать что-то «духовное», что несёт в себе что-то сверхъестественное. Например, этим термином древние китайцы называли фантастические существа, наполовину людей, наполовину зверей, и другие необычные создания. Следует особо подчеркнуть, что все эти многие значения обозначают одним китайским иероглифом «шэнь» (神) — между людьми и богами, как и между добрыми богами и демонами, нельзя найти явную разделяющую черту, и все они находятся внутри всеохватывающей энергии «ци».

## Употребления термина в словообразовании
Слово «шэнь», изображаемое иероглифом 神, имеет множество значений, и может использоваться вместе с другими китайскими словами, образуя новые смыслы, например, если «шэнь» может означать божественные существа, которые живут в вышине и соответствуют «ян», то вместе со словом «гуй» (鬼), которым называют призраков и демонов, живущих «внизу» и соответствующих «инь», два термина образуют слово «гуй шэнь» со значением всего духовного мира.
Другие примеры словообразования:
- шэньсюэ — теология[3];

- шэнь цзяо — народные культы[9];

- шэнь жэнь — одухотворённый человек[9];

- шэнь сянь — святые бессмертные[9];

- юань шэнь — изначальных дух[4].

## Значение в даосской алхимии и китайской медицине
В средние века, в связи с развитием даосской алхимии, термин «шэнь» приобрел новое значение относящееся к работе по духовному развитию адепта даосизма в поисках бессмертия.
Также изменилось место «шэнь» внутри человека. В работах «Гуань-цзы» (IV—III вв. до н. э.) и «Хуан-ди нэй цзине» (206 до н. э. — 220 н. э.) говорится о положении «шэнь» (в традиционном значении) в сердце, но позднее, начиная с даосского учёного Гэ Хуна (II—III вв.), «шэнь» находят в голове. Данные новые значения несколько изменили учение даосизма о местонахождении «киноварных полей», особых точек в теле человека, в существование которых верят даосы, — киноварные поля также являются важной частью китайской традиционной медицины.